# The Wave
The Wave ('L'Onada') és una formació rocosa de gres que data del període Juràssic (190 milions d'anys). Està situada a l'estat d'Arizona, Estats Units, formant part del Paria Canyon-Vermilion Cliffs Wilderness.
Un paisatge de formes ondulades com onades i colors ataronjats i vermellosos. Originàriament era un conjunt de dunes que amb el pas del temps es van transformar en roca sòlida. L'erosió del vent i la pluja ha creat aquest singular paisatge.

## Geografia
The Wave està situada als vessants dels Coyote Buttes al desert de Paria Canyon-Vermilion Cliffs de l'altiplà de Colorado. L'àrea és administrada pel Bureau of Land Management (BLM: Oficina de Gestió de Terres) al centre de visitants del Grand Staircase–Escalante National Monument a Kanab, Utah. que forma part del Departament de l'Interior dels Estats Units. Cal un permís d'ús diari de BLM per visitar The Wave.

## Geologia
Consisteix en gorges en forma d'U que s'entrecreuen causades per l'erosió del gres navajo de l'edat juràssica. Els dos abeuradors principals que componen aquesta formació rocosa són 62 peus (19 m) d'ample per 118 peus (36 m) de llarg i 7 peus (2 m) d'ample per 52 peus (16 m) llarg. Inicialment, l'escorrentia poc freqüent va erosionar aquests abeuradors al llarg de les juntes dins de la pedra de gres navajo. Després de la seva formació, la conca de drenatge, que alimentava l'aigua de pluja a aquests abeuradors, es va reduir fins al punt que l'escorrentia es va convertir en insuficient per contribuir al tall d'aquests abeuradors. Com a resultat, els abeuradors estan ara gairebé exclusivament erosionats pel vent, tal com ho indica l'orientació dels esglaons d'erosió i les alçades tallades a la pedra sorrenca al llarg de les seves parets escarpades. Aquests esglaons d'erosió i eixos s'orienten amb relació a la direcció predominant del vent, ja que ara s'encamina naturalment dins i a través d'aquests abeuradors.
The Wave exposa conjunts a gran escala de pedra arenisca eòlica amb llits creuats composts per flux de gra alternant rítmics i cíclics i làmines ondulades. Les làmines alternes rítmiques i cícliques representen canvis periòdics en els vents dominants durant el període Juràssic a mesura que les grans dunes de sorra emigraven a través d'un desert sorrenc. Les carenes primes i les nervadures que es veuen a The Wave són el resultat de l'erosió diferencial del flux de gra rítmic i cíclic alternant i làmines ondulades dins del gres navajo. Aquestes làmines presenten una resistència a l'erosió diferent, ja que s'han cimentat de manera diferenciada segons les variacions de la mida del gra de la sorra que les compon. La pedra sorrenca suau és fràgil, especialment les carenes i les nervadures de The Wave. En conseqüència, els visitants han de caminar amb compte per evitar trencar les petites carenes.
En algunes zones, deixa al descobert làmines deformades dins del gres Navajo. Aquestes làmines es van deformar abans de la litificació de la sorra per formar pedra arenisca. A jutjar per les seves característiques físiques, aquesta deformació probablement representi el trepitjat i la agitació d'aquestes sorres per part dels dinosaures després de la seva deposició. S'han trobat rastres de dinosaures i els caus fòssils d'artròpodes que viuen al desert, com ara escarabats i altres insectes, a la pedra arenisca de Navajo a l'àrea salvatge de North Coyote Buttes.

## Importància artística

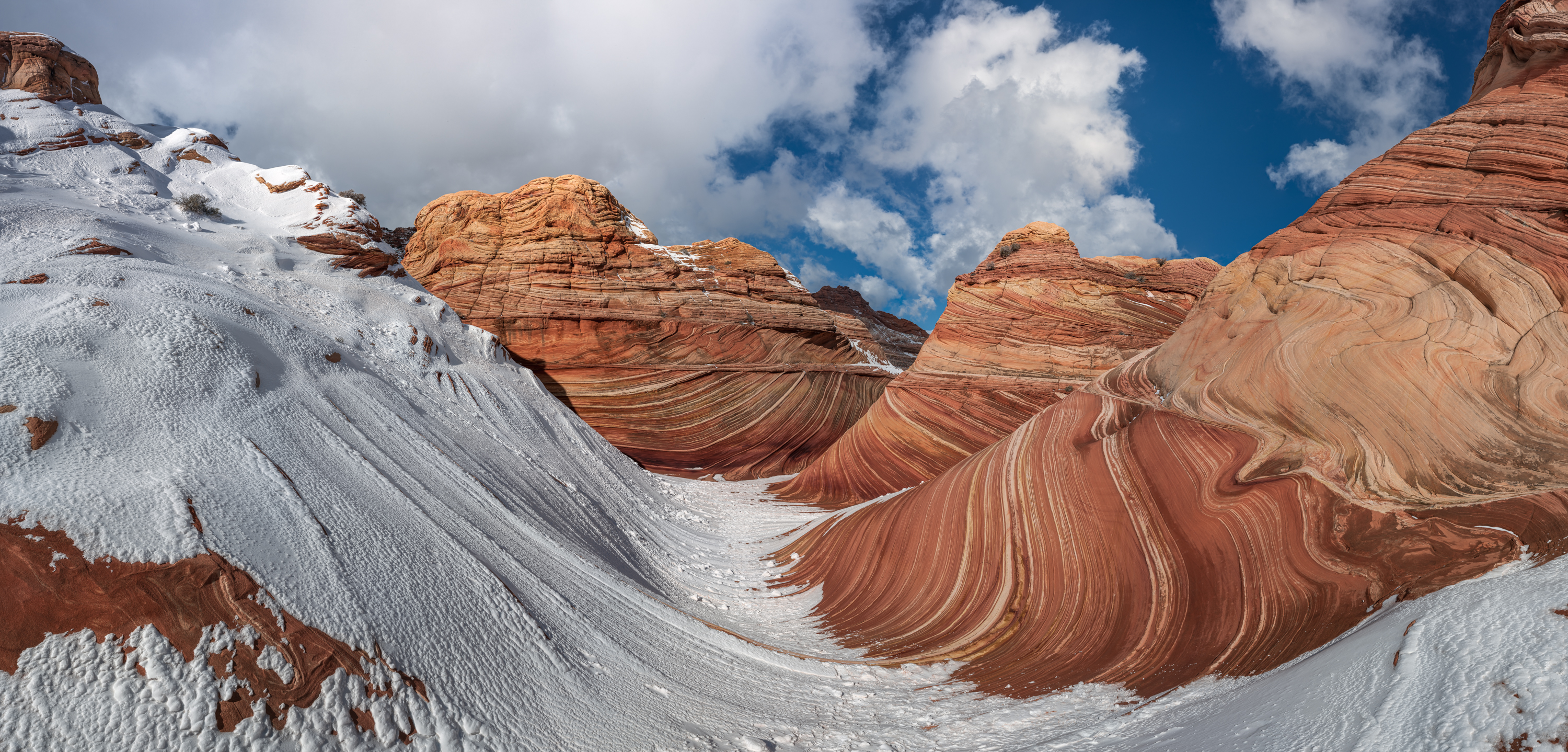
Canó de Main Wave amb neu, esdeveniment rar durant l'hivern

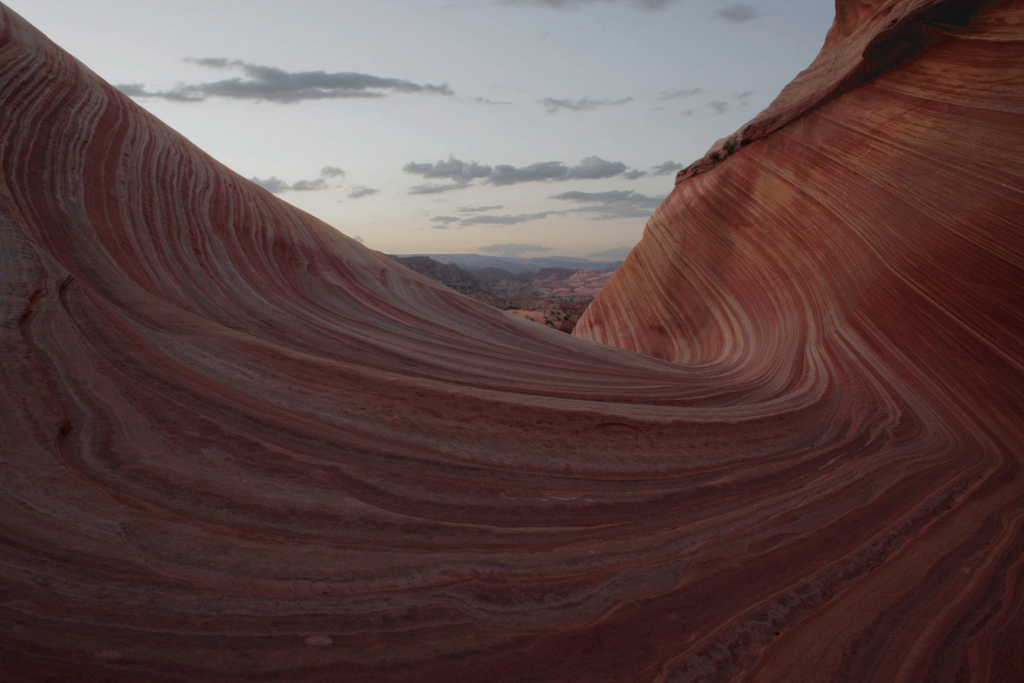
Colors suaus al capvespre

Un moment ideal per fotografiar The Wave són les poques hores al voltant del migdia quan no hi ha ombres al centre, tot i que les ombres de primera hora del matí i de la tarda també poden fer fotos espectaculars. Després d'una tempesta de pluja, es formen nombroses basses que poden contenir centenars de gambes capgrossos (Lepidurus apus). Aquestes piscines poden estar presents durant diversos dies.
A la part més elevada i lleugerament a la zona de l'oest de The Wave, hi ha el que molts anomenen "la Segona Onada", o "l'Ona Mitjana", que té colors més tènues però encara és d'interès per a la majoria de visitants i fotògrafs. Hugo Martin del Los Angeles Times va dir: "No pots dir-te fotògraf de paisatges si no has fet una o dues fotos de l'Ona".

## Accès
La formació és coneguda entre els excursionistes i fotògrafs per les seves formes ondulades i acolorides i la difícil caminada necessària per arribar-hi. A causa de la fragilitat de la formació i del gran nombre de persones que volen visitar-la, s'aplica un sistema de sorteig diari per dispensar permisos de fins a 16 persones i/o 4 grups (el que passi primer) dos dies abans (els visitants ho han de sol·licitar). dins d'una àrea de geogràfica que abasta el centre de visitants més gran de Kanab, els penya-segats de Vermilian i les zones de Page.
A part d'això, els permisos en línia de 48 persones i/o 12 grups (el que passi primer) per a cada data estan disponibles amb quatre mesos d'antelació a un viatge planificat. Es facilita un plànol i informació sobre l'excursió als qui hagin obtingut els permisos.
Tot i que no és obligatori, l'Oficina de Gestió de la Terra ofereix una llista de guies autoritzades per a aquells excursionistes que poden sentir-se incòmodes en una situació salvatge.

## Senders d'accés
Hi ha quatre senders que donen accés a Paria Canyon i The Wave. Tanmateix, en un esforç per mantenir la integritat natural de la regió, no hi ha senders formals ni senyalització per guiar els excursionistes a The Wave des de cap dels caps de ruta. El cap del camí de la Casa Blanca és l'entrada principal i la més utilitzada. Els camins de Buckskin Gulch i Wire Pass ofereixen als excursionistes més experimentats l'accés a Buckskin Gulch, el principal afluent del canó de Paria. El cap del camí de Lee's Ferry, situat a l'extrem inferior del canó de Paria, és el punt de sortida normal dels excursionistes que recorren tota la longitud del canó.
L'excursió més curta a The Wave comença al cap del camí de Wire Pass, unes 8.3 milles (13.4 km) al sud de la ruta nord-americana 89 al llarg de House Rock Valley Road, un camí de terra a unes 35.4 milles (57.0 km) a l'oest de Page, Arizona o 38.6 milles (62.1 km) a l'est de Kanab, Utah, accessible per a la majoria de vehicles amb bon temps. Durant i després d'una tempesta, la carretera pot quedar intransitable, fins i tot amb un vehicle de 4x4. El Wire Pass Trailhead inclou un ampli aparcament amb lavabos, però sense aigua. També s'hi pot accedir des del costat d'Arizona agafant la ruta nord-americana 89A des del llac Jacob, a l'altiplà de Kaibab, cap al pont Navajo, girant cap al nord per la carretera de la vall de la roca, després de baixar del Kaibab. Aquesta és una ruta d'accés més llarga per un camí de terra que des del costat d'Utah.
The Wave pot ser difícil de localitzar a causa de la manca d'un sender establert i senyalitzat. Els excursionistes han d'escollir la seva pròpia ruta pel desert obert, que requereix travessar pedra sorrenca exposada, dunes de sorra i fons de sorra. El BLM proporciona ara un full de guia formal per navegar a The Wave a tots els excursionistes autoritzats. La guia està dissenyada per utilitzar-la amb brúixola, GPS o navegació visual. Hi ha sis punts de control cadascun per a la caminada de sortida a The Wave i el retorn al cap del camí. Cada punt de control inclou una foto en color marcada del terreny per davant, azimut, latitud, longitud, UTM, nord i est. Es recomana als visitants que estudiïn detingudament el full de guia abans de començar la seva caminada.